# Danuta Kuroń
Danuta Maria Kuroń z domu Filarska, primo voto Winiarska (ur. 15 sierpnia 1949 w Warszawie) – polska działaczka społeczna i historyczka, działaczka opozycyjna w okresie PRL, współorganizatorka struktur podziemnej „Solidarności” na Lubelszczyźnie, redaktorka czasopism związkowych drugiego obiegu.

## Życiorys
Studiowała historię na Uniwersytecie Warszawskim (1968–1970), a następnie na Katolickim Uniwersytecie Lubelskim (uzyskując dyplom w 1976). W latach 70. związana ze środowiskiem lubelskich „Spotkań”. W latach 1980–1981 była redaktorką pism związkowych „Solidarności” i „Solidarności” Rolników Indywidualnych. Po wprowadzeniu stanu wojennego zajmowała się m.in. tworzeniem niejawnych struktur związkowych (od 1982 do 1984 wchodziła w skład regionalnej komisji koordynacyjnej, następnie została członkinią tymczasowego zarządu regionu), pomocą internowanym i represjonowanym, drukiem podziemnych biuletynów na powielaczu offsetowym i kontaktami z zagranicą. Była głównym współpracownikiem „Tygodnika Mazowsze” w regionie. Należała do czołowych działaczek solidarnościowego podziemia, których historię przedstawiła Shana Penn w książce Podziemie kobiet.
Podczas rozmów Okrągłego Stołu była dziennikarką w Serwisie Informacyjnym „Solidarności”. Po wyborach czerwcowych w 1989 organizowała biuro poselskie Jacka Kuronia. Należała do ROAD. Do 1995 pracowała w dziale terenowym „Gazety Wyborczej”.
W 2000 wraz z Jackiem Kuroniem założyła Uniwersytet Powszechny im. Jana Józefa Lipskiego w Teremiskach. Objęła funkcję prezesa Fundacji Pomoc Społeczna SOS Jacka Kuronia.

## Życie prywatne
Jej pierwszym mężem był dziennikarz i działacz „Solidarności” Janusz Winiarski. W 1990 zawarła związek małżeński z Jackiem Kuroniem. Ma troje dzieci z pierwszego małżeństwa.

## Odznaczenia i wyróżnienia
W 2011 odznaczona Krzyżem Kawalerskim Orderu Odrodzenia Polski. Wyróżniona także Orderem Uśmiechu.